# Kulfi
Il kulfi o qulfi è una variante del gelato diffusa in tutto il subcontinente indiano e nel Medio Oriente.

## Etimologia e storia
I termini indostani kulfi e qulfi provengono dal persiano qufli (قفلی), che significa "coppa coperta". Il dessert probabilmente ebbe origine nell'impero Moghul nel XVI secolo, dove era diffusa una miscela densa e dolce a base di latte evaporato che veniva aromatizzata con pistacchi e zafferano, racchiusa in particolari coni metallici e immersa nel ghiaccio. L'Ain-i-Akbari, che offre diversi resoconti sul governo dell'impero Moghul all'epoca di Akbar, riporta che il salnitro veniva usato come materiale per refrigerare l'acqua e il ghiaccio trasportato sul posto dall'Himalaya. Oggi il kulfi è un alimento diffuso in tutto il subcontinente indiano ed è una specialità di località turistiche come Mumbai.

## Caratteristiche

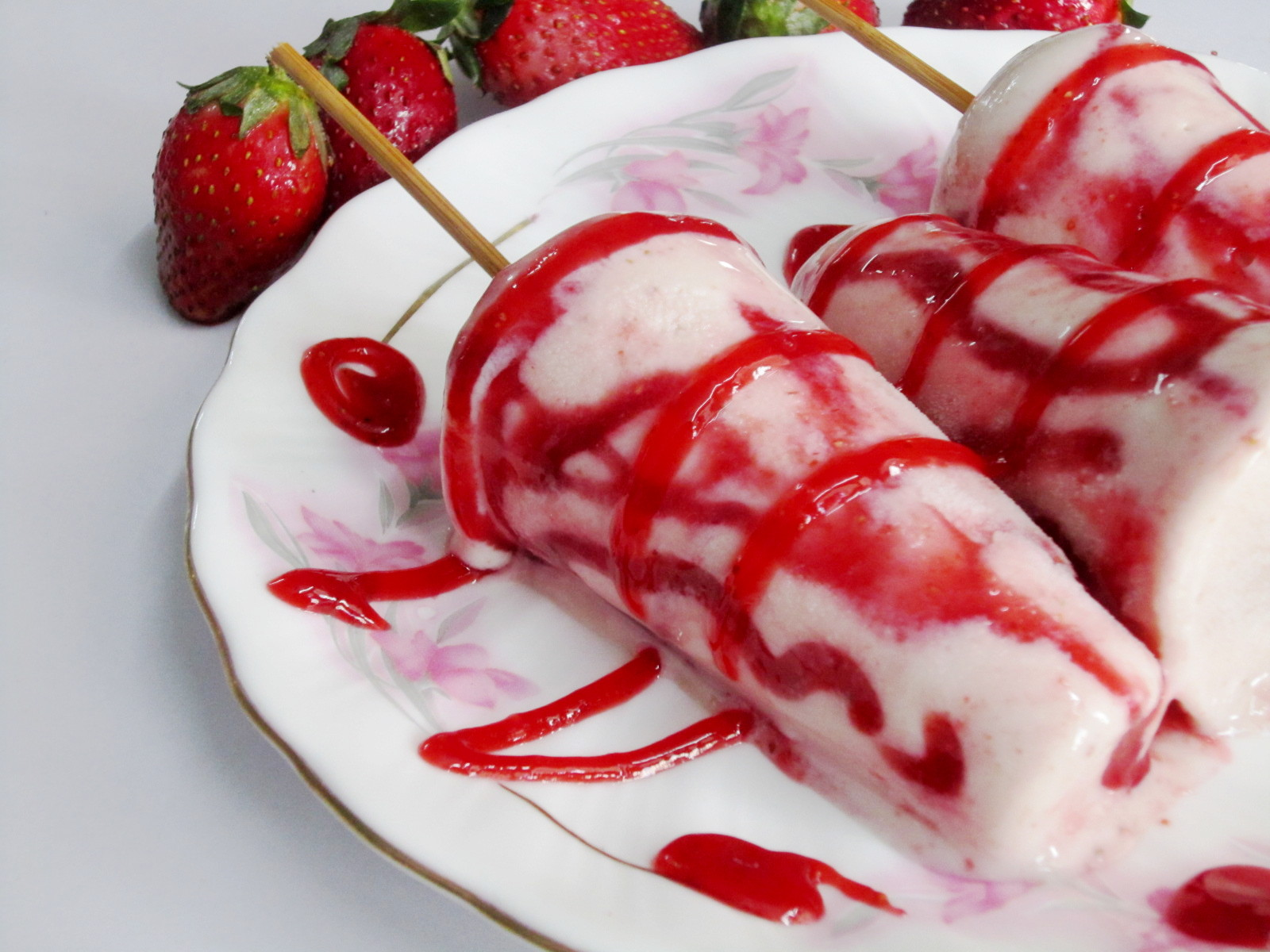
Kulfi alla fragola

Il kulfi è un dolce simile al gelato che presenta però una consistenza più densa e cremosa. Del dolce asiatico esistono diversi gusti tipici fra cui crema malai, rosa, mango, cardamomo, zafferano e pistacchio e altri sapori più recenti come mela, arancia, fragola, arachidi e avocado. A differenza del gelato, il kulfi non viene fatto montare e impiega più tempo a sciogliersi.